# قائد الفريق
قائد الفريق (بالإنجليزية:Team leader) هو الشخص الذي يقدم التوجيهات والتعليمات لمجموعة من الأفراد الآخرين (أعضاء الفريق) لغرض تحقيق نتيجة رئيسية أو مجموعة من النتائج المقرر عملها.
يراقب قائد الفريق الإنجازات الكمية والنوعية للفريق ويبلغ النتائج إلى المدير. غالبًا ما يعمل القائد داخل الفريق ، كعضو ، ويقوم بنفس الأدوار ولكن مع مسؤوليات 'القائد' الإضافية - على عكس الإدارة ذات المستوى الأعلى والتي غالبًا ما يكون لها دور وظيفي منفصل تمامًا.  لكي يعمل الفريق بنجاح ، يجب على قائد الفريق أيضًا تحفيز الفريق على 'استخدام معارفهم ومهاراتهم لتحقيق الأهداف المشتركة'. عندما يحفز «قائد الفريق» فريقه ، يمكن لأعضاء المجموعة العمل بطريقة موجهة نحو الهدف. 'قائد الفريق' هو أيضًا شخص لديه القدرة على قيادة الأداء ضمن مجموعة من الأشخاص. يستخدم قادة الفرق خبراتهم وأقرانهم وتأثيرهم و / أو إبداعهم لتشكيل فريق فعال.
حدد Scouller الغرض من القائد (بما في ذلك قائد الفريق) على النحو التالي: 'الغرض من القائد هو التأكد من وجود قيادة ... لضمان [معالجة] الأبعاد الأربعة للقيادة'. وتتمثل الأبعاد الأربعة في: هدف أو رؤية أو هدف جماعي تحفيزي مشترك ، والعمل ، والتقدم والنتائج ، والوحدة الجماعية أو روح الفريق ، والاهتمام بالأفراد.  يساهم القادة أيضًا من خلال القيادة من بالقدوة.[بحاجة لمصدر]